# Eleições no Turcomenistão
O Turquemenistão elege em nível nacional um chefe de estado - o presidente - e uma legislatura. As eleições no Turquemenistão têm sido amplamente criticadas por serem completamente fraudulentas e tentar dar uma aparência de legitimidade ao que na realidade é uma ditadura. Os partidos no Turquemenistão são o Partido Democrático do Turquemenistão e o Partido dos Industriais e Empresários. O presidente têm um mandato de sete anos enquanto a Assembleia e o Conselho Popular têm um mandato de cinco anos.

## Eleições presidenciais
Ao declarar a independência da União Soviética, o presidente seria eleito para um mandato de sete anos pelo povo. O presidente Saparmurat Niyazov foi eleito sem oposição em 21 de junho de 1992. Em um referendo em janeiro de 1994, foi decidido que ele seria presidente por mais oito anos. Em 1999, o parlamento do país decidiu que ele seria presidente vitalício. Ele morreu em 21 de dezembro de 2006. Uma eleição para substituí-lo foi realizada em 11 de fevereiro de 2007.

## Eleições legislativas
O Turquemenistão elege uma legislatura em nível nacional. A Assembleia (câmara baixa) tem 125 membros, eleitos para um mandato de cinco anos em circunscrições de assento único. Os partidos políticos são o Partido Democrático do Turquemenistão o Partido dos Industriais e Empresários e o Partido Agrário do Turquemenistão. O Conselho Popular (câmara alta) possui 56 membros, sendo 48 eleitos indiretamente e 8 nomeados pelo presidente.

## Últimas eleições

### Presidente

#### Eleições presidenciais de 2022
| Candidato                            | Partido                               | Votos     | %     |
| ------------------------------------ | ------------------------------------- | --------- | ----- |
| Agajan Bekmyradow                    | Partido Agrário do Turquemenistão     |           | 7.22  |
| Babamyrat Meredow                    | Partido dos Industriais e Empresários |           | 1.08  |
| Berdimämmet Gurbanow                 | Independente                          |           | 2.22  |
| Hydyr Nunnaýew                       | Independente                          |           | 11.09 |
| Kakageldi Saryýew                    | Independente                          |           | 1.09  |
| Maksat Ödeşow                        | Partido Democrático do Turquemenistão |           | 1.15  |
| Maksatmyrat Öwezgeldiýew             | Independente                          |           | 1.16  |
| Perhat Begenjow                      | Partido Democrático do Turquemenistão |           | 2.02  |
| Serdar Berdimuhamedow                | Partido Democrático do Turquemenistão |           | 72.97 |
| Total                                |                                       |           |       |
|                                      |                                       |           |       |
| Total de votos                       | Total de votos                        | 3,362,052 | –     |
| Eleitores registrados/comparecimento | Eleitores registrados/comparecimento  | 3,460,080 | 97.17 |
| Fonte: Turquemenistão Hoje           |                                       |           |       |

### Assembleia

#### Eleições parlamentares de 2018
| Partido                               | Votos     | %     | Assentos | +/–  |
| ------------------------------------- | --------- | ----- | -------- | ---- |
| Partido Democrático do Turquemenistão |           |       | 55       | +8   |
| Partido dos Industriais e Empresários |           |       | 11       | –3   |
| Partido Agrário do Turquemenistão     |           |       | 11       | Novo |
| Independentes                         |           |       | 48       | +41  |
| Total                                 |           |       | 125      | 0    |
|                                       |           |       |          |      |
| Total de votos                        | 3,017,801 | –     |          |      |
| Eleitores registrados/comparecimento  | 3,291,312 | 91.69 |          |      |
| Fonte: OSCE                           |           |       |          |      |